# Луценко Володимир Володимирович
Володимир Володимирович Луценко (нар. 17 лютого 1978) — український футболіст, який грав на позиції півзахисника. Відомий за виступами у вищій лізі України у луцькій «Волині», грав також у клубі найвищого дивізіону Казахстану «Аксес-Єсіль». Після незаконної окупації Криму Росією у 2014 році продовжує виступи у створених окупаційною владою півострова футбольних клубах.

## Футбольна кар'єра
Володимир Луценко розпочав виступи на футбольних полях у команді першої ліги «Поділля» з Хмельницького в 1997 році. За підсумками сезону команда вибула до другої ліги, проте наступного сезону команда виграє груповий турнір другої ліги, та виборює право повернутися до першої ліги в перехідному турнірі. Після повернення до першої ліги Луценко виступає у «Поділлі» ще півроку, та отримує запрошення від команди найвищого дивізіону Казахстану «Аксес-Єсіль». У команді із Петропавловська український футболіст виступає протягом 1999 року, та стає у її складі срібним призером чемпіонату Казахстану. У 2000 році Володимир Луценко повертається в Україну, спочатку грає за свій рідний клуб «Поділля», а з початку сезону 2000—2001 він стає гравцем команди першої ліги «Вінниця» з однойменного міста, в якій грає протягом півроку.
З початку 2001 року Володимир Луценко стає гравцем іншої команди першої української ліги СК «Волинь-1» з Луцька. У другій половині сезону футболіст зіграв за луцький клуб 14 матчів, а наступного сезону, зігравши за сезон 17 матчів чемпіонату, разом із іншими товаришами по команді став переможцем турніру першої ліги. Наступного сезону Луценко розпочав виступи за «Волинь» уже у вищій лізі, проте він зіграв лише 8 матчів у чемпіонаті України, та з другої половини сезону став гравцем команди першої ліги «Система-Борекс» із Бородянки. Початок наступного сезону футболіст розпочав у бородянській команді, перейменованій на «Борекс-Борисфен», а з початку 2004 року він став гравцем команди «Миколаїв» із однойменного обласного центру, яка грала на той час у першій лізі. Володимир Луценко грав у миколаївському клубі протягом усього 2004 року, а з початку 2005 року став гравцем команди другої ліги «Десна» із Чернігова. Проте в цій команді Луценко грає лише півроку, і переходить до складу іншої друголігової команди — «Хіміка» з Красноперекопська. За півроку футболіст стає гравцем також друголігового «Кристала» з Херсона, проте й у цій команді грає лише півроку.
Улітку 2006 року Володимир Луценко повертається до Криму, де спочатку грає в аматорській команді «Євпаторія-2500», а за півроку повертається до красноперекопського «Хіміка», в якому грав до червня 2008 року, і який став його останньою професійною командою. Після цього Луценко грав за низку аматорських команд Криму: «Саки» з однойменного міста, команду Криського сільськогосподарського інституту, «Камелот» із Ліснівки. Після незаконної окупації Криму Росією у 2014 році Володимир Луценко грає у так званому «другому дивізіоні чемпіонату Криму» за клуб «Саки».

## Досягнення
- Переможець Першої ліги України: 2001–2002.
- Чемпіонат Казахстану з футболу: Срібний призер (1): 1999.